# Makeni
Makeni is een stad in Sierra Leone en is de hoofdplaats en het economisch centrum van zowel de provincie Northern als het district Bombali. Het is de op vier na grootste stad van het land en ligt zo'n 180 km van de hoofdstad Freetown. 
Makeni telde in 2004 bij de volkstelling 85.017 inwoners.

## Geboren
- Ernest Bai Koroma (1953), president van Sierra Leone (2007-heden)
- Brima Koroma (1984), voetballer
- Solomon Bockarie (1987), Nederlands atleet